# Gobernaciones de Arabia Saudita
Las Gobernaciones de Arabia Saudita, oficialmente las Gobernaciones del Reino de Arabia Saudita (en árabe: محافظات المملكة العربية السعودية‎), son las 136 gobernaciones (división administrativa de segundo nivel) que forman los 13 emiratos de Arabia Saudita. Las gobernaciones se clasifican en tres categorías según la disponibilidad de servicios, población, consideraciones de seguridad y geográficas, condiciones medioambientales y medios de transporte, según lo dispuesto en el Artículo Tercero del Sistema de Regiones, emitido el 27 del Sha'baan de 1412 AH (2 de marzo de 1992) por Orden Real A /92, modificada por Orden Real No. A /21 el 30 del Rabi 'al-Awal de 1414 AH (17 de septiembre de 1993). Estas categorías son: Capital (amānah), Categoría A y Categoría B.
El número original de gobernaciones previstas en el Sistema de Regiones (emitido por el rey Fahd) era de 118, aunque el rey Abdullah lo aumentó a 136 en 2012. Cada gobernación está regida por un gobernador, que es asistido por un vicegobernador. Las provincias se dividen además en centros, también denominado como sub-gobernaciones (en árabe: مراكز‎).

## Lista de gobernaciones

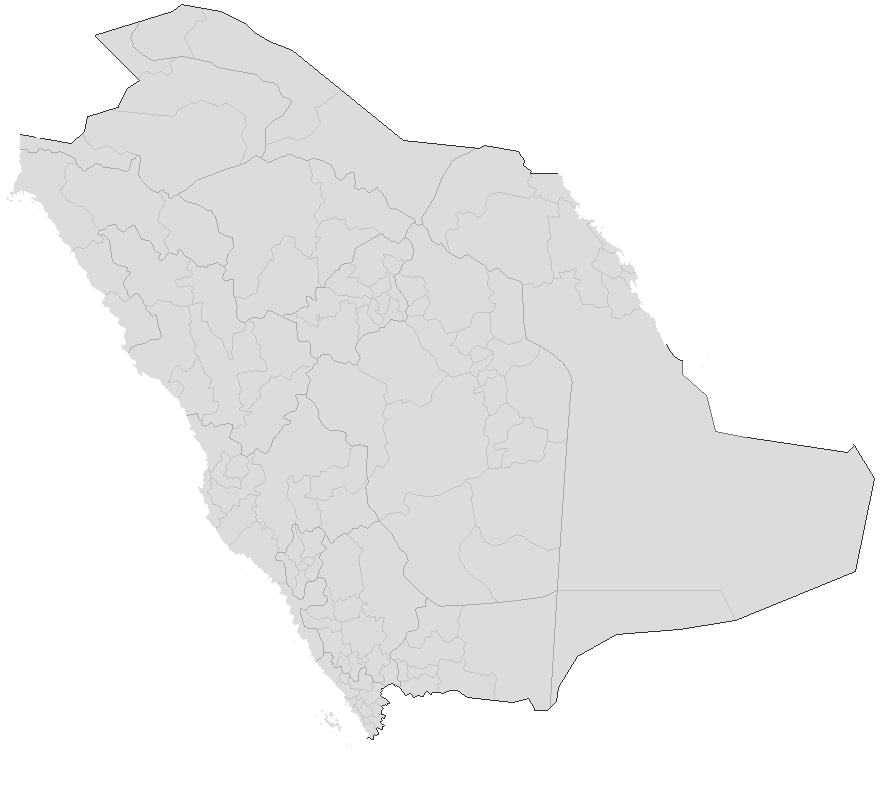
Mapa de los 13 emiratos de Arabia Saudí con sus gobernaciones delineadas.

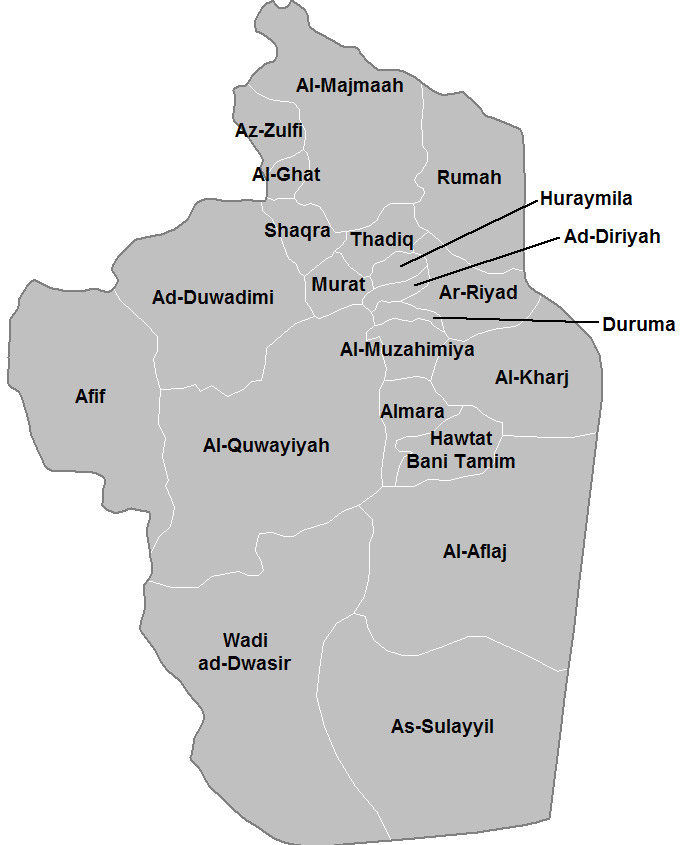
Gobernaciones de la Provincia de Riad.

| Índice | Gobernación       | Región                             | Población | Notas                                                                         |
| ------ | ----------------- | ---------------------------------- | --------- | ----------------------------------------------------------------------------- |
| 1      | Riad              | Provincia de Riad                  | 5,254,560 |                                                                               |
| 2      | Diriyah           | Provincia de Riad                  | 73,668    |                                                                               |
| 3      | Al-Kharj          | Provincia de Riad                  | 376,325   |                                                                               |
| 4      | Dawadmi           | Provincia de Riad                  | 217,305   |                                                                               |
| 5      | Al Majma'ah       | Provincia de Riad                  | 133,285   |                                                                               |
| 6      | Al-Quway'iyah     | Provincia de Riad                  | 126,161   |                                                                               |
| 7      | Wadi ad-Dawasir   | Provincia de Riad                  | 106,152   |                                                                               |
| 8      | Al Aflaj          | Provincia de Riad                  | 68,201    |                                                                               |
| 9      | Al Zulfi          | Provincia de Riad                  | 69,201    |                                                                               |
| 10     | Shaqraa           | Provincia de Riad                  | 40,541    |                                                                               |
| 11     | Hotat Bani Tamim  | Provincia de Riad                  | 43,300    |                                                                               |
| 12     | Afif              | Provincia de Riad                  | 77,978    |                                                                               |
| 13     | As Sulayyil       | Provincia de Riad                  | 36,383    |                                                                               |
| 14     | Dhurma            | Provincia de Riad                  | 24,429    |                                                                               |
| 15     | Al-Muzahmiyya     | Provincia de Riad                  | 39,865    |                                                                               |
| 16     | Rumah             | Provincia de Riad                  | 28,055    |                                                                               |
| 17     | Thadig            | Provincia de Riad                  | 17,165    |                                                                               |
| 18     | Huraymila         | Provincia de Riad                  | 15,324    |                                                                               |
| 19     | Al Hariq          | Provincia de Riad                  | 14,750    |                                                                               |
| 20     | Al-Ghat           | Provincia de Riad                  | 14,405    |                                                                               |
| 21     | Mecca             | Provincia de La Meca               | 1,675,368 |                                                                               |
| 22     | Jeddah            | Provincia de La Meca               | 3,456,259 |                                                                               |
| 23     | Ta'if             | Provincia de La Meca               | 987,914   |                                                                               |
| 24     | Al Qunfudhah      | Provincia de La Meca               | 272,424   |                                                                               |
| 25     | Al Lith           | Provincia de La Meca               | 128,529   |                                                                               |
| 26     | Rabigh            | Provincia de La Meca               | 92,072    |                                                                               |
| 27     | Al Jumum          | Provincia de La Meca               | 92,222    |                                                                               |
| 28     | Khulays           | Provincia de La Meca               | 56,687    |                                                                               |
| 29     | Al Kamil          | Provincia de La Meca               | 21,419    |                                                                               |
| 30     | Al Khurmah        | Provincia de La Meca               | 42,223    |                                                                               |
| 31     | Ranyah            | Provincia de La Meca               | 45,942    |                                                                               |
| 32     | Turubah           | Provincia de La Meca               | 43,947    |                                                                               |
| 33     | Medina            | Provincia de Medina                | 1,180,770 |                                                                               |
| 34     | Yanbu             | Provincia de Medina                | 298,675   |                                                                               |
| 35     | Al-'Ula           | Provincia de Medina                | 64,591    |                                                                               |
| 36     | Mahd adh Dhahab   | Provincia de Medina                | 62,511    |                                                                               |
| 37     | Badr              | Provincia de Medina                | 63,468    |                                                                               |
| 38     | Khaybar           | Provincia de Medina                | 48,592    |                                                                               |
| 39     | Al Hinakiyah      | Provincia de Medina                | 59,326    |                                                                               |
| 40     | Buraidah          | Provincia de Casim                 | 614,093   |                                                                               |
| 41     | Unaizah           | Provincia de Casim                 | 163,729   |                                                                               |
| 42     | Ar Rass           | Provincia de Casim                 | 133,482   |                                                                               |
| 43     | Al Mithnab        | Provincia de Casim                 | 44,043    |                                                                               |
| 44     | Al Bukayriyah     | Provincia de Casim                 | 57,621    |                                                                               |
| 45     | Al Badayea        | Provincia de Casim                 | 57,164    |                                                                               |
| 46     | Asyah             | Provincia de Casim                 | 26,336    |                                                                               |
| 47     | Al Nabhaniyah     | Provincia de Casim                 | 47,744    |                                                                               |
| 48     | Uyun AlJiwa       | Provincia de Casim                 | 26,544    |                                                                               |
| 49     | Riyadh Al Khabra  | Provincia de Casim                 | 34,497    |                                                                               |
| 50     | Al Shimasiyah     | Provincia de Casim                 | 10,605    |                                                                               |
| 51     | Dammam            | Provincia Oriental                 | 903,597   |                                                                               |
| 52     | Al Ahsa           | Provincia Oriental                 | 1,063,112 |                                                                               |
| 53     | Hafar Al-Batin    | Provincia Oriental                 | 389,993   |                                                                               |
| 54     | Jubail            | Provincia Oriental                 | 378,949   |                                                                               |
| 55     | Qatif             | Provincia Oriental                 | 524,182   |                                                                               |
| 56     | Khobar            | Provincia Oriental                 | 578,500   |                                                                               |
| 57     | Khafji            | Provincia Oriental                 | 76,279    |                                                                               |
| 58     | Ras Tanura        | Provincia Oriental                 | 60,750    |                                                                               |
| 59     | Abqaiq            | Provincia Oriental                 | 53,444    |                                                                               |
| 60     | Al Nairyah        | Provincia Oriental                 | 52,340    |                                                                               |
| 61     | Qaryat al-Ulya    | Provincia Oriental                 | 24,634    |                                                                               |
| 62     | Abha              | Provincia de Asir                  | 366,551   |                                                                               |
| 63     | Khamis Mushait    | Provincia de Asir                  | 512,599   |                                                                               |
| 64     | Bisha             | Provincia de Asir                  | 205,346   |                                                                               |
| 65     | Al-Namas          | Provincia de Asir                  | 54,119    |                                                                               |
| 66     | Muhayil           | Provincia de Asir                  | 228,979   | Ahora incluye a Bareq (60 000), anteriormente en la Provincia de La Meca.     |
| 67     | Sarat Abidah      | Provincia de Asir                  | 67,120    |                                                                               |
| 68     | Tathlith          | Provincia de Asir                  | 59,188    |                                                                               |
| 69     | Rojal             | Provincia de Asir                  | 65,406    | ahora incluye a Al Haridhah (18 586), anteriormente en la Provincia de Jizán. |
| 70     | Ahad Rafidah      | Provincia de Asir                  | 113,043   |                                                                               |
| 71     | Dhahran Al Janub  | Provincia de Asir                  | 63,119    |                                                                               |
| 72     | Balqarn           | Provincia de Asir                  | 74,391    | Anteriormente conocida como Sabt Alalaya.                                     |
| 73     | Al Majaridah      | Provincia de Asir                  | 103,531   |                                                                               |
| 74     | Tabuk             | Provincia de Tabuk                 | 569,797   |                                                                               |
| 75     | Al Wajh           | Provincia de Tabuk                 | 44,570    |                                                                               |
| 76     | Duba              | Provincia de Tabuk                 | 51,951    |                                                                               |
| 77     | Tayma             | Provincia de Tabuk                 | 36,199    |                                                                               |
| 78     | Umluj             | Provincia de Tabuk                 | 61,162    |                                                                               |
| 79     | Haql              | Provincia de Tabuk                 | 27,856    | Anteriormente en la Provincia de Yauf.                                        |
| 80     | Ha'il             | Provincia de Hail                  | 412,758   |                                                                               |
| 81     | Baqaa             | Provincia de Hail                  | 40,157    |                                                                               |
| 82     | Al Khazaiah       | Provincia de Hail                  | 102,588   |                                                                               |
| 83     | Al Shinan         | Provincia de Hail                  | 41,641    |                                                                               |
| 84     | Arar              | Provincia de la Frontera del Norte | 191,051   |                                                                               |
| 85     | Rafha             | Provincia de la Frontera del Norte | 80,544    |                                                                               |
| 86     | Turaif            | Provincia de la Frontera del Norte | 48,929    |                                                                               |
| 87     | Jizan             | Provincia de Jizán                 | 157,536   |                                                                               |
| 88     | Sabya             | Provincia de Jizán                 | 228,375   |                                                                               |
| 89     | Abu `Arish        | Provincia de Jizán                 | 197,112   |                                                                               |
| 90     | Samtah            | Provincia de Jizán                 | 201,656   |                                                                               |
| 91     | Al Harth          | Provincia de Jizán                 | 18,586    |                                                                               |
| 92     | Damad             | Provincia de Jizán                 | 71,601    |                                                                               |
| 93     | Al Reeth          | Provincia de Jizán                 | 18,961    |                                                                               |
| 94     | Baish             | Provincia de Jizán                 | 77,442    |                                                                               |
| 95     | Farasan           | Provincia de Jizán                 | 17,999    |                                                                               |
| 96     | Al Dayer          | Provincia de Jizán                 | 58,494    |                                                                               |
| 97     | Ahad al Masarihah | Provincia de Jizán                 | 110,710   |                                                                               |
| 98     | Al Edabi          | Provincia de Jizán                 | 60,799    |                                                                               |
| 99     | Al Aridhah        | Provincia de Jizán                 | 76,705    |                                                                               |
| 100    | Al Darb           | Provincia de Jizán                 | 69,134    |                                                                               |
| 101    | Najran            | Provincia de Najrán                | 329,112   |                                                                               |
| 102    | Sharurah          | Provincia de Najrán                | 85,977    |                                                                               |
| 103    | Hubuna            | Provincia de Najrán                | 20,400    |                                                                               |
| 104    | Badr Al Janub     | Provincia de Najrán                | 11,117    |                                                                               |
| 105    | Yadamah           | Provincia de Najrán                | 16,851    |                                                                               |
| 106    | Thar              | Provincia de Najrán                | 16,047    |                                                                               |
| 107    | Khubash           | Provincia de Najrán                | 22,133    |                                                                               |
| 108    | Al Kharkhir       | Provincia de Najrán                | 4,015     | Anteriormente en la Provincia Oriental.                                       |
| 109    | Al Bahah          | Provincia de Baha                  | 103,411   |                                                                               |
| 110    | Baljurashi        | Provincia de Baha                  | 65,223    |                                                                               |
| 111    | Al Mandaq         | Provincia de Baha                  | 35,629    |                                                                               |
| 112    | Al Makhwah        | Provincia de Baha                  | 70,664    |                                                                               |
| 113    | Al Aqiq           | Provincia de Baha                  | 47,235    |                                                                               |
| 114    | Qilwah            | Provincia de Baha                  | 58,246    |                                                                               |
| 115    | Al Qara           | Provincia de Baha                  | 31,380    | ‘las villas’, a veces referida por la ciudad más grande, Atawelah.            |
| 116    | Sakakah           | Provincia de Yauf                  | 242,813   |                                                                               |
| 117    | Qurayyat          | Provincia de Yauf                  | 147,550   |                                                                               |
| 118    | Dumat al-Jandal   | Provincia de Yauf                  | 49,646    |                                                                               |